# زور أوجوف
زور أوجوف (مواليد 27 مارس 1995) هو لاعب مصارعة حرة روسي،فاز ببطولة العالم في وزن 57 ك في عام 2018و2019.